# Supercargo
Un supercargo (dallo spagnolo sobrecargo) era una persona impiegata, a bordo di una nave, dal proprietario del carico trasportato sulla stessa. I compiti di un supercargo erano definiti dal diritto della navigazione e includevano la gestione del commercio del proprietario del carico, la vendita della merce nei porti verso i quali la nave stava navigando, e l'acquisto e la ricezione di merci da trasportare nel viaggio di ritorno.
Il supercargo aveva il controllo del carico a meno che non fosse limitato da altri contratti o accordi. Ad esempio, non aveva autorità sugli stivatori e alcun ruolo nel necessario lavoro preparatorio prima della movimentazione del carico. Navigando da un porto all'altro, con la nave a cui era legato, il supercargo differiva dai fattori, che avevano un luogo di residenza fisso in un porto o altro luogo di scambio.

## Storia

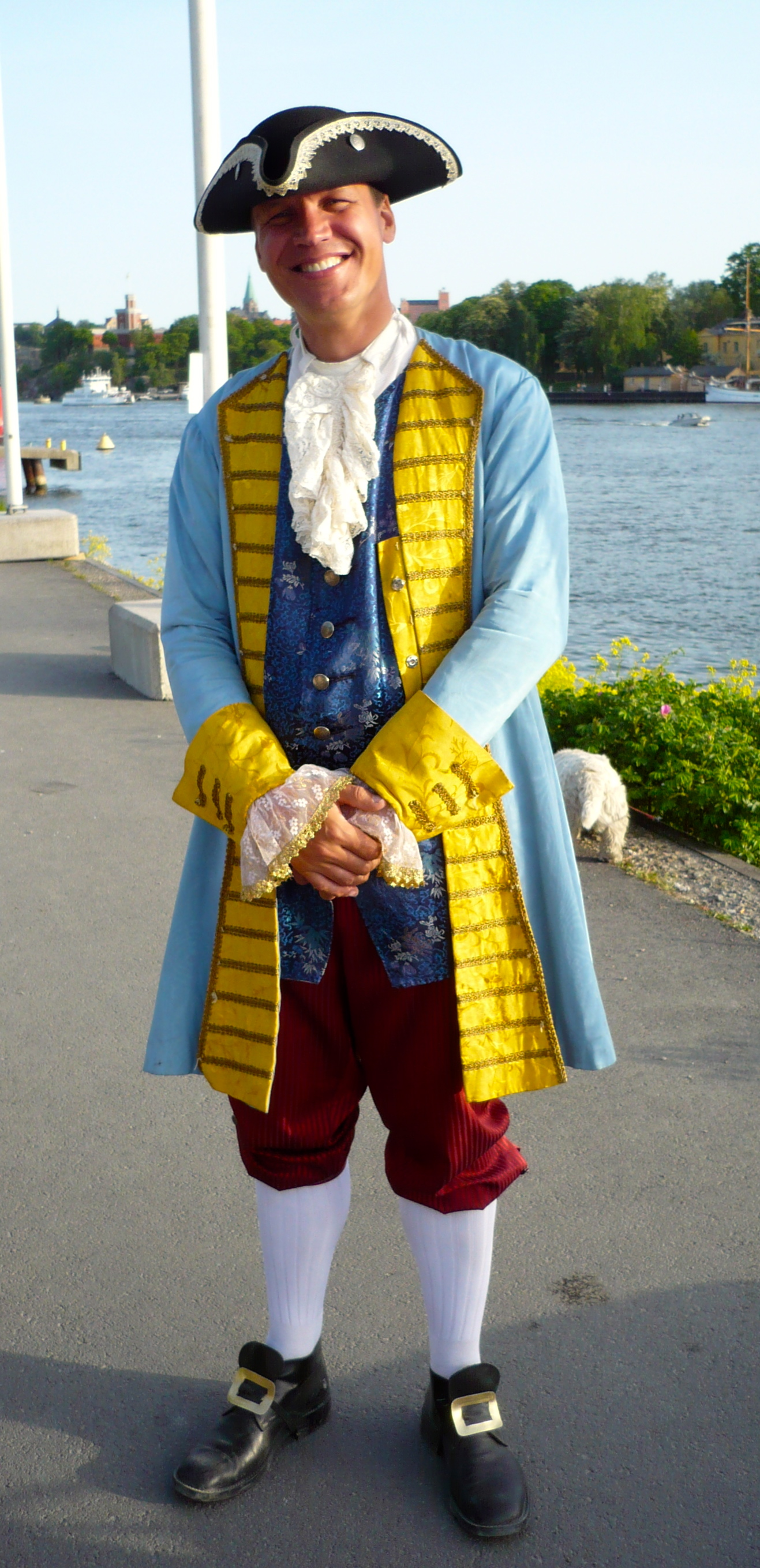
Un supercargo della Compagnia svedese delle Indie orientali sul Götheborg in visita al porto di Stoccolma nel 2008

Durante l'età della vela dal XVI alla metà del XIX secolo, il supercargo era la seconda persona più importante a bordo di una nave mercantile dopo il capitano.

### Svezia
Sulle navi della Compagnia svedese delle Indie orientali (1731–1813), il supercargo rappresentava la compagnia ed era responsabile di tutte le questioni relative al commercio, mentre il capitano era responsabile della navigazione, carico e scarico delle merci nonché della manutenzione della nave. Il capitano era limitato a seguire gli ordini scritti del supercargo. Per ogni viaggio veniva sempre nominato un nuovo supercargo; doveva tenere libri, appunti e libri mastri su tutto ciò che accadeva durante il viaggio e le questioni commerciali all'estero, che avrebbe presentato immediatamente ai direttori della Compagnia al ritorno della nave al suo quartier generale a Göteborg. Il supercargo veniva multato per ogni giorno di ritardo nella consegna dei libri. Ad aiutarlo in questo lavoro, disponeva di uno staff di assistenti: un portiere, un cuoco, un lacchè e la propria corte di bordo, composta da sette persone. Secondo documenti storici, la corte rimaneva impegnata per tutto il viaggio. Il supercargo doveva anche mantenere e gestire lo stabilimento dell'azienda nella destinazione commerciale.
Avendo il grado più alto a bordo della nave, il supercargo riceveva anche lo stipendio più alto. In aggiunta a questo, riceveva anche il sei per cento del valore del carico che la nave aveva portato a casa. Ogni persona a bordo aveva il diritto di acquistare, portare a casa beni e venderli in Svezia. La quantità di merci consentita era regolata dal grado della persona a bordo della nave e dai suoi mezzi finanziari. In cima a questa lista c'era il supercargo.